# Nepenthes harryana
Nepenthes harryana är en tvåhjärtbladig växtart som beskrevs av Frederick William Thomas Burbidge. Nepenthes harryana ingår i släktet Nepenthes och familjen Nepenthaceae. Inga underarter finns listade i Catalogue of Life.

## Bildgalleri

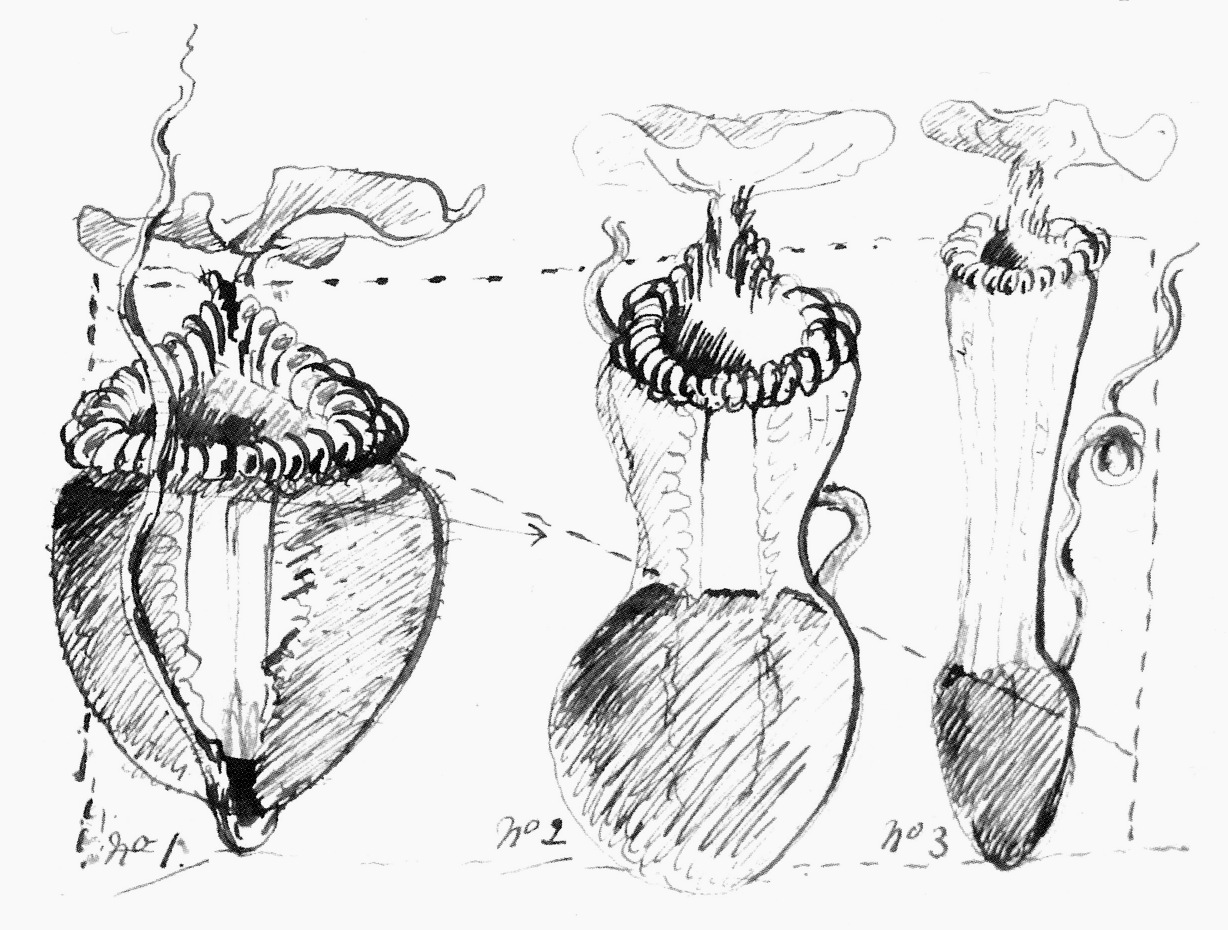